# Innocent Age (茅原実里のアルバム)
『Innocent Age』（イノセント・エイジ）は、茅原実里の6枚目のオリジナルアルバム。2016年4月6日にLantisから発売された。

## 録音・制作
茅原とプロデューサーが手応えを感じた21枚目のシングル「会いたかった空」を生かし、「“恋”が“愛”へ移り変わる気持ち」をコンセプトに制作された。ジャケット写真はシンガポールで撮影された。
アルバムタイトルの『Innocent Age』には、「純粋に人に恋をして、人を愛した時間」という意味が込められている。
2曲目「視線の行方」のレコーディング時は、曲を聴き終えた後にほっこりと笑顔になるようなイメージで行った。
4曲目「きみのせいだよ」の作曲を楠瀬拓哉が担当した経緯は、プロデューサーの斎藤滋の念願叶っての制作となった。また、茅原自身も10代にHysteric Blueの楽曲を聴いていたので、楠瀬が作曲を担当すると決まった時は驚きと嬉しさを感じたという。
5曲目「あなたの声が聴きたくて」のレコーディング時、歌の方向性で迷走してしまった時にディレクターに「自分のキャラクターソングだと思って唄ってごらん」と言われた事が衝撃的であり、悩みを打破する言葉になった。
7曲目「月のように浮かんでる」はコンペで選ばれた曲であり、デモを聴いた時にイントロのストリングスに衝撃を受け心を打たれたという。
8曲目「春風千里」は茅原が作詞に取りかかったときに、何かいい言葉はないかと言葉を調べていた時に見つけた言葉であり、「春風千里」自体の言葉の意味は「春風は千里先にも吹き渡る」という意味であったので、「この先どんなに離れていてもどんなに遠くても、いつまでもどこまでもあなたのことを好きでいます。」という思いを込めてタイトルをつけたという。楽曲もテーマの「嫉妬」という感情もハードだったので、レコーディング時は汗をたくさんかきながら行った。
9曲目「ラストカード」のレコーディング時は「最後のもう一歩がなかなか踏み出せないもどかしい気持ち」を描きたかったので、なるべくクリックは聴かず、ビートやリズムを感じて歌う事を心がけたという。
10曲目「Love Blossom」の制作途中、より優しさや温かみを感じさせたい為、木管でフルートとピッコロを入れたのが印象的だという。
11曲目「Dancin'世界がこわれても」は攻めた歌詞であるため、レコーディング時はエロティックな歌を目指し、西城秀樹を意識していたという。
12曲目「カタチナイモノ」は前半は心の弱さ、中盤から後半にかけては徐々に溢れる感情が止まらなくなり心がだんだん壊れて行くというイメージを持ってレコーディングに臨んだ。

## 音楽性
1曲目「いつかのわたしへ」は恋の物語のプロローグであり、今の自分が過去の自分へ宛てた手紙。
2曲目「Awekening the World」は「二人の出会い」がテーマ。物語の始まりを告げる爽やかな曲。
3曲目「視線の行方」は「意識の変化」がテーマ。
4曲目「きみのせいだよ」は「憧れ」がテーマ。キラキラと光が降り注ぐイメージの疾走感溢れる曲。
5曲目「あなたの声が聴きたくて」は「話したい」がテーマ。キャッチーなメロディにチャイナ風のアレンジが特徴的な楽曲。だんだん相手の事が気になって話がしたくて仕方ないという可愛らしい曲。
7曲目「月の様に浮かんでる」は「好きな人に気持ちを伝えたい衝動」がテーマ。「伝えたいけど伝えられない」という恋の苦しさを描いている。
8曲目「春風千里」は「嫉妬」がテーマ。
9曲目「ラストカード」は「近づいていく距離」がテーマ。バンドサウンドで全体的に明るい雰囲気だが、明るさの中に切なさが詰まっている。
10曲目「Love Blossom」は本作のリード曲。テーマは「好きな人と結ばれた喜び」。爽やかなキラキラしたラブソング。「恋の成就」を描いており、イントロのピアノから音がなくなるラストまで愛が詰まっている楽曲。
11曲目「Dancin'世界がこわれても」はライブでファンと共に歌う事を意識したノリノリな曲。「心の解放や快楽」がテーマ。本作の中でも異色なノリが良いディスコソウル。ライブでの盛り上がりを意識したパーティーチューンである。
12曲目「カタチナイモノ」は「不安や疑心」がテーマ。静と動が共存している雰囲気の楽曲。
13曲目「ふたり」は「思いやり」がテーマの爽やかで温かい楽曲。
14曲目「ありがとう、だいすき」は「安心」がテーマ。「ありがとう」と「だいすき」な気持ちが溢れる、メロディ、アレンジ、歌詞の全てが優しく温かい楽曲。テレビアニメ『長門有希ちゃんの消失』のエンディングテーマの為に作られた曲であるので、劇中に登場するキョンを想う長門有希の恋心が詰まってる幼いラブソングのイメージだったが、本作ではとても大人の女性のイメージの曲になった。
15曲目「会いたかった空」は「恋から愛へ」がテーマ。本作の恋物語は「会いたかった空」を終着点にして描かれた。
16曲目「はるかのわたしへ」は過去の自分が未来の自分へ宛てた手紙。本作のエピローグ曲であり、未来の自分が幸せであって欲しいという願いや希望が込められている。

## リリース
前作『NEO FANTASIA』から約2年4ヶ月ぶりにリリースされた。販売形態はBD付限定盤、DVD付限定盤、通常盤の3形態。限定盤に同梱されているBlu-ray Disc、DVDには本作に収録されている「Love Blossom」、「恋」のPV、2013年12月23日に両国国技館で開催された『Minori Chihara Xmas Party 2013』の映像が収録されている。
本作のリリースは、2015年11月18日に発売されたシングル「恋」に同梱されたメッセージカードで発表された。
発売日の2016年4月6日には発売記念イベントがダイバーシティ東京で行われた。内容はトーク、ミニライブ、特典お渡し会。

## ツアー
2016年6月18日から7月18日まで本作を引っ提げたコンサートツアー『Minori Chihara Live Tour 2016 〜Innocent Age〜』が開催された。

## 批評
CDジャーナルは、リード曲「Love Blossom」は両想いになった幸せ感を描いている。アルバム全体は憧れから恋愛へと変化していく心の移ろいを追って聴くとより説得力を持って迫ってくると評した。

## 収録内容

### CD
1. いつかのわたしへ [2:35]
作詞：畑亜貴、作曲：黒須克彦、編曲：須藤賢一
2. Awakening the World [4:21]
作詞：こだまさおり、作曲・編曲：堀江晶太、ストリングスアレンジ：室屋光一郎
3. 視線の行方 [5:05]
作詞：こだまさおり、作曲：田代智一、編曲：菊池達也
4. きみのせいだよ [4:36]
作詞・作曲：楠瀬拓哉、編曲：多田彰文
5. あなたの声が聴きたくて [4:29]
作詞：松井洋平、作曲：俊龍、編曲：藤田淳平（Elements Garden）
6. 恋 [4:26]
作詞：茅原実里、作曲・編曲：堀江晶太
7. 月の様に浮かんでる [5:29]
作詞：松井洋平、作曲・編曲：藤末樹、ストリングスアレンジ：室屋光一郎
8. 春風千里 [5:29]
作詞：茅原実里、作曲・編曲：山元祐介
9. ラストカード [4:29]
作詞・作曲：楠瀬拓哉、編曲：中土智博
10. Love Blossom [5:25]
作詞：茅原実里、作曲・編曲：黒須克彦、ストリングスアレンジ：室屋光一郎、ウィンドアレンジ：ただすけ
11. Dancin'世界がこわれても [4:29]
作詞：畑亜貴、作曲・編曲：山下洋介
12. カタチナイモノ [4:29]
作詞：茅原実里、作曲・編曲：藤末樹
13. ふたり [3:58]
作詞：茅原実里、作曲・編曲：黒須克彦
14. ありがとう、だいすき [5:18]
作詞：畑亜貴、作曲：rino、編曲：Evan Call（Elements Garden）
15. 会いたかった空 [5:25]
作詞：畑亜貴、作曲：菊田大介（Elements Garden）、編曲：藤田淳平（Elements Garden）
16. はるかのわたしへ [2:46]
作詞：畑亜貴、作曲：黒須克彦、編曲：須藤賢一

### Blu-ray/DVD
1. 「Love Blossom」Music Video
2. 「恋」Music Video
3. Minori Chihara Xmas Party 2013

## 演奏
- 山本陽介：Guitar (#1.3.5.10.16)
- 須藤賢一：Piano (#1.14.16)
- 神田ジョン (PENGUIN RESEARCH)：Guitar (#2.6)
- 堀江晶太 (PENGUIN RESEARCH)：Bass (#2.6)
- 石井悠也：Drums (#2)
- 室屋光一郎ストリングス：Violin (#2.4.7.10.14.15.16)
- 二家本亮介：Bass (#3.4.7.8.11.12)
- 髭白健：Drums (#3.6.7.10.12.15)
- 鈴木マサキ
  - Guitar (#4)
  - Acoustic Guitar (#9)
- 楠瀬拓哉：Drums (#4.9)
- 岩切信一郎：Bass (#5)
- 北村望：Drums (#5.13)
- 奥山アキラ：Guitar (#7.12)
- 藤井健太郎：Guitar (#8)
- かどしゅんたろう：Drums (#8)
- 中上智博：Electric Guitar (#9)
- 山本直哉：Bass (#9.10.15)
- ただすけ：Piano, Flute, Piccolo (#10)
- 菰口雄矢：Guitar (#11)
- 田端未来、山下洋介、YONJI：Chorus (#11)
- 三沢崇篤：Guitar (#13)
- 黒須克彦：Bass (#13)
- 遠山哲朗：Guitar (#14.15)
- 田辺トシノ：Bass (#14)
- 岩田ガンタ康彦：Drums (#14)
- 高田みどり：Percussion (#14)
- 高桑英世：Flute (#14)
- 若松純子：Flute, Piccolo (#14)
- 庄司さとし：Oboe (#14)
- 浦丈彦：Oboe, English Horn (#14)
- 山根公男、糸井裕美子：Clarinet (#14)
- 渡辺シュンスケ：Piano (#15)

## チャート
| チャート（2016年）         | 最高位 |
| -------------------------- | ------ |
| オリコン                   | 11     |
| Billboard Japan Top Albums | 16     |

## Minori Chihara Xmas Party 2013
本作の限定盤に同梱されているBlu-ray Disc、DVDに収録されているライブ。2013年12月23日に両国国技館で開催された。
セットリスト
| 01       | Tomorrow's chance                                                    |
| 02       | Prism in the name of hope                                            |
| 03       | SELF PRODUCER                                                        |
| 04       | Best mark smile                                                      |
| 05       | 純白サンクチュアリィ                                                 |
| 06       | この世界は僕らを待っていた                                           |
| 07       | ジングルベル(クリスマスソングスペシャルメドレー -Acoustic Ver.-)     |
| 08       | もみの木(クリスマスソングスペシャルメドレー -Acoustic Ver.-)         |
| 09       | もろびとこぞりて(クリスマスソングスペシャルメドレー -Acoustic Ver.-) |
| 10       | Contact 13th-Acoustic Ver.-                                          |
| 11       | Fountain of mind                                                     |
| 12       | PRECIOUS ONE                                                         |
| 13       | NO LINE                                                              |
| 14       | 赤い棘のギルティ                                                     |
| 15       | 境界の彼方                                                           |
| 16       | 蒼い孤島                                                             |
| 17       | IDENTITY                                                             |
| 18       | TERMINATED                                                           |
| 19       | Paradise Lost                                                        |
| Encore   |                                                                      |
| 20       | きよしこの夜                                                         |
| 21       | truth gift                                                           |
| 22       | TREASURE WORLD                                                       |
| 21       | Lush march!!                                                         |
| W-Encore |                                                                      |
| 22       | FOOL THE WORLD                                                       |
| 23       | Freedom Dreamer                                                      |

## クレジット
| Performed by 茅原実里    | Performed by 茅原実里        |
| ------------------------ | ---------------------------- |
| Producer                 | 斎藤滋（Lantis）             |
| Mix Engineer             | 淺野浩伸（Redefine）         |
| Mix Engineer             | 大串浩彰                     |
| Recording engineer       | 大串裕彰                     |
| Recording engineer       | 守屋勝美（Redefine）         |
| Recording engineer       | 奥田基樹(Redefine)           |
| Recording engineer       | 新垣安奈(Redefine)           |
| Studio                   | Splash Sound Studio          |
| Studio                   | ABS RECORDING                |
| Studio                   | Sound City                   |
| Studio                   | Sound City Annex             |
| Studio                   | Studio Greenbird             |
| Studio                   | Bunkamura Studio             |
| Studio                   | prime sound studio form      |
| Studio                   | LAB recorders                |
| Studio                   | 青葉台スタジオ               |
| Studio                   | Studio Magic Garden          |
| Mastering engineer       | 原田光晴                     |
| Art Direction & Design   | 大浦祐介（Unitegraphica）    |
| Design                   | 佐野夏記（UNITEGRAPHICA）    |
| Photography              | 大森直（TABLE ROCK.INC）     |
| Paper Flower Artist      | 吉野大輔                     |
| Hair & Make-Up           | 清水恵美子（maroonbrand）    |
| Stylist                  | 川村繭美                     |
| Location Coordinator     | 大林愛子（SOZO）             |
| Location Coordinator     | 高橋未佳（SOZO）             |
| Location Coordinator     | Jasmine Goh（SOZO）          |
| Location cooperation     | Gardens by the Bay Singapore |
| Creative Producer        | 小島冬樹（Lantis）           |
| Creative Coordinatior    | 高橋美和子（Lantis）         |
| Product Coordination     | 荒井基雄（Lantis）           |
| Sales Promotion Producer | 佐橋計（Lantis）             |
| Sales Promotion          | 秋山琢磨                     |
| Sales Promotion          | 唐川絢子（Lantis）           |
| Sales Promotion          | 神林淳史（BANDAI VISUAL）    |
| Sales Promotion          | 小松直美（BANDAI VISUAL）    |
| Sales Promotion          | 伊野香澄（BANDAI VISUAL）    |
| Promotion                | 向後有紀子（Lantis）         |
| Promotion                | 細野将也（Lantis）           |
| A&R                      | 高村友紀（Lantis）           |
| A&R                      | 石原尚亮（Lantis）           |
| A&R                      | 庄司夕紀（Lantis）           |
| Fan Club staff           | 西原菜美(ROM SHARING)        |
| Fan Club staff           | 黒瀬和太塁(ROM SHARING)      |
| Artist brand management  | 瀬野大介（Linkarts）         |
| Management Assistant     | 吉田有沙（Linkarts）         |
| Support Production       | M-Peace                      |
| Executive Supervisor     | 伊藤善之(Lantis)             |
| Executive Producer       | 井上俊次(Lantis)             |
| Special supporters       | M-Smile members              |

### 参加ミュージシャン
| いつかのわたしへ       | いつかのわたしへ       |
| ---------------------- | ---------------------- |
| Guitar                 | 山本陽介               |
| Piano                  | 須藤賢一               |
| Mix Engineer           | 淺野浩信（Redifine）   |
| Awekening the World    |                        |
| Guitar                 | 神田ジョン             |
| Bass                   | 堀江晶太               |
| Drums                  | 石井悠也               |
| Violin                 | 室屋光一郎ストリングス |
| Mix Engineer           | 淺野浩信（Redifine）   |
| 視線の行方             |                        |
| Guitar                 | 山本陽介               |
| Bass                   | 二家本亮介             |
| Drums                  | 髭白健                 |
| Mix Engineer           | 淺野浩信（Redifine）   |
| きみのせいだよ         |                        |
| Guitar                 | 鈴木マサキ             |
| Bass                   | 二家本亮介             |
| Drums                  | 楠瀬拓哉               |
| Violin                 | 室屋光一郎ストリングス |
| Mix Engineer           | 淺野浩信（Redifine）   |
| あなたの声が聴きたくて |                        |
| Guitar                 | 山本陽介               |
| Bass                   | 岩切信一郎             |
| Drums                  | 北村望                 |
| Mix Engineer           | 淺野浩信（Redifine）   |
| 恋                     |                        |
| Guitar                 | 神田ジョン             |
| Bass                   | 堀江晶太               |
| Drums                  | 髭白健                 |
| Mix Engineer           | 淺野浩信（Redifine）   |

| 月の様に浮かんでる      | 月の様に浮かんでる        |
| ----------------------- | ------------------------- |
| Guitar                  | 奥山アキラ                |
| Bass                    | 二家本亮介                |
| Drums                   | 髭白健                    |
| Violin                  | 室屋光一郎ストリングス    |
| Mix Engineer            | 淺野浩信（Redifine）      |
| 春風千里                |                           |
| Guitar                  | 藤井健太郎                |
| Bass                    | 二家本亮介                |
| Drums                   | かどしゅんたろう          |
| Mix Engineer            | 淺野浩信（Redifine）      |
| ラストカード            |                           |
| Acoustinc Guitar        | 鈴木マサキ                |
| Electric Guitar         | 中土智博                  |
| Bass                    | 山本直哉                  |
| Drums                   | 楠瀬拓哉                  |
| Mix Engineer            | 淺野浩信（Redifine）      |
| Love Blossom            |                           |
| Guitar                  | 山本陽介                  |
| Bass                    | 山本直哉                  |
| Drums                   | 髭白健                    |
| Piano,Flute,Piccolo     | ただすけ                  |
| Violin                  | 室屋光一郎ストリングス    |
| Mix Engineer            | 淺野浩信（Redifine）      |
| Dancin'世界がこわれても |                           |
| Guitar                  | 菰口雄矢                  |
| Bass                    | 二家本亮介                |
| Chorus                  | 田端未来、山下洋輔、yonji |
| Mix Engineer            | 淺野浩信（Redifine）      |
| カタチナイモノ          |                           |
| Guitar                  | 奥山アキラ                |
| Bass                    | 二家本亮介                |
| Drums                   | 髭白健                    |
| Mix Engineer            | 淺野浩信（Redifine）      |

| ふたり               | ふたり                 |
| -------------------- | ---------------------- |
| Guitar               | 三沢崇篤               |
| Bass                 | 黒須克彦               |
| Drums                | 北村望                 |
| Mix Engineer         | 大串浩彰               |
| ありがとう、だいすき |                        |
| Guitar               | 遠山哲郎               |
| Bass                 | 田辺トシノ             |
| Drums                | 岩田ガンタ康彦         |
| Piano                | 須藤賢一               |
| Violin               | 室屋光一郎ストリングス |
| Percussion           | 高田みどり             |
| Flute                | 高桑英世               |
| Flute,Piccolo        | 若松純子               |
| Oboe                 | 庄司さとし             |
| Oboe,English Horn    | 浦丈彦                 |
| Clarinet             | 山野公男、糸井裕美子   |
| Mix Engineer         | 淺野浩信（Redifine）   |
| 会いたかった空       |                        |
| Guitar               | 遠山哲郎               |
| Bass                 | 山本直哉               |
| Drums                | 髭白健                 |
| Piano                | 渡辺俊介               |
| Violin               | 室屋光一郎ストリングス |
| Mix Engineer         | 淺野浩信（Redifine）   |
| はるかのわたしへ     |                        |
| Guitar               | 山本陽介               |
| Piano                | 須藤賢一               |
| Violin               | 室屋光一郎ストリングス |
| Mix Engineer         | 淺野浩信（Redifine）   |

### Blu-ray/DVD STAFF
| 「Love Blossom」Music Video | 「Love Blossom」Music Video |
| --------------------------- | --------------------------- |
| Producer                    | 川瀬"SAM"新一（要堂）       |
| Director                    | 田原英孝                    |
| Production Manager          | 太田希真知（要堂）          |
| Director of Photography     | 江戸洋史                    |
| Lighting Director           | 後藤謙一（BONDS）           |
| Art Director                | 三枝晃子（ART BREAKERS）    |
| Digital Imaging Technitian  | 橋本昌樹（プログレッシブ）  |
| Editor                      | 丹野豊一（IMAGICA）         |
| Audio Sweetening            | 中野徹（IMAGICA）           |
| Hair&Make-Up                | 石川香代子（juice&juicy）   |

| 「恋」Music Video       | 「恋」Music Video            |
| ----------------------- | ---------------------------- |
| Producer                | 川瀬"SAM"新一（要堂）        |
| Director                | 田中敦子（CLORS）            |
| Production Manager      | 今井翔太（要堂）             |
| Director of Photography | ナカムラユーキ               |
| Lighting Director       | 米沢滋高（Akariya）          |
| Editor                  | 鶴尾正彦（映像通信スタジオ） |
| Audio Sweetening        | 山下淳（映像通信スタジオ）   |
| Hair&Make-Up            | 石川香代子（juice&juicy）    |
| Stylist                 | 川村繭美                     |
| Musician                | 岩切信一郎                   |
| Musician                | 北村望                       |
| Musician                | 白井アキト                   |
| Musician                | 馬場一人                     |
| Musician Coordinator    | 加納迅（Face Music）         |

| Minori Chihara Xmas Party 2013 | Minori Chihara Xmas Party 2013        |
| BAND                           | BAND                                  |
| ------------------------------ | ------------------------------------- |
| Guitar                         | 松尾洋一、山本陽介                    |
| Bass                           | 坂本尭之                              |
| Keyboards                      | 藤田淳平（Elements Garden）           |
| Drums                          | 髭白健                                |
| Violin                         | 室屋光一郎                            |
| LIVE STAFF                     |                                       |
| Manipulator                    | 大串友紀（SLOTH MUSIC）               |
| Manipulator                    | 藤崎恭一（SLOTH MUSIC）               |
| Live Director                  | 石黒宣彦（Grand-Slam）                |
| Stage Director                 | 三上修司（ポートマン）                |
| Stage Designer                 | 瓜田淳二（日本ステージ）              |
| Sound Coordinator              | 横山隆義（HIGHWAY STAR）              |
| Lighting Coordinator           | 高橋哲哉（HIGH BRIDGE）               |
| Instruments Techinician        | 吉田光範（SOUND CREW）                |
| Special Effect                 | 山田真二（BLAZE）                     |
| Illumination                   | 森岡輝秀（テルミック）                |
| Visual System                  | 濱中勇（トランスワーク）              |
| Power Supply                   | 木下勝博（I・C・Cインターナショナル） |
| Transport                      | 田野智昭（サンプラント）              |
| Hair&Make-Up                   | 清水恵美子（juice&juicy）             |
| Stylist                        | 石川香代子                            |
| Merchandising                  | 井上智大（マルハチ）                  |
| Live Promoter                  | 安部寛世（HOTSTUFF PROMOTION）        |
| Cooperation                    | アニメロミックス                      |
| STAFF                          |                                       |
| Producer                       | 川瀬"SAM"新一（要堂）                 |
| Director                       | 藤田"popolo"宏治（要堂）              |
| Production Manager             | 金木理恵                              |
| Production Manager             | 岡本絵里（要堂）                      |
| Director of Photography        | 佐久間新二（権四郎）                  |
| Scripter                       | 久保絵美                              |
| Switcher                       | 長谷川信                              |
| Grip                           | 三上孝（ROCKET）                      |
| Editor                         | 木原浩司（映像通信スタジオ）          |
| Audio Sweetning                | 井上純太（映像通信スタジオ）          |
| Recording Engineer             | 淺野浩信（Redifine）                  |
| Technical Staff                | 宮下真理子（SCI）                     |